# 위그웜

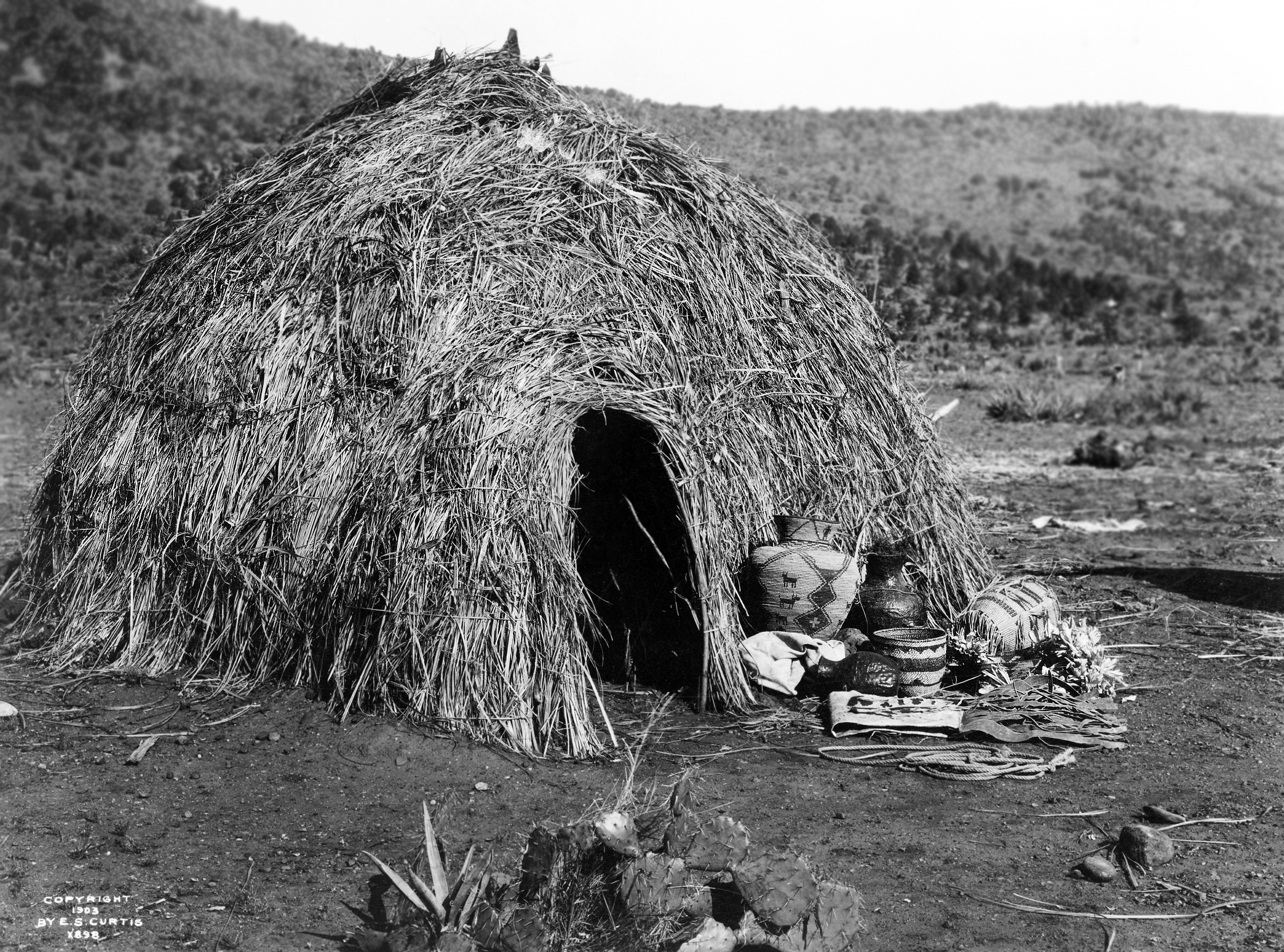
아파치족 위키업

위그웜(wigwam) 또는 원형 천막은 이전에 특정 미국 원주민 부족과 퍼스트 네이션 주민이 사용했으며 여전히 의식 행사에 사용되는 반영구적인 돔형 주택이다. 위키업(wickiup)이라는 용어는 일반적으로 미국 남서부와 미국 서부 및 캐나다 앨버타 북서부의 이러한 종류의 주거지를 지칭하는 데 사용되는 반면, 위그웜(wigwam)은 일반적으로 미국 북동부와 캐나다 중부의 온타리오 및 퀘벡의 이러한 구조물에 적용된다. 이 이름은 위치나 문화 그룹에 관계없이 다양한 유형의 원주민 구조를 나타낼 수 있다. 위그웜은 구조, 구조 및 용도가 다른 네이티브 플레인스(Native Plains) 티피와 구별된다.